# Rote Lache (Pass)
Die Rote Lache ist ein Bergsattel (690 m ü. NHN) auf dem Höhenzug, der das Nordschwarzwälder Murgtal an seiner Westseite begrenzt. Über den Sattel verläuft eine Passstraße zwischen dem Murgtal bei Forbach und dem Tal der Oos bei Baden-Baden. Die Passhöhe ist Standort des gleichnamigen Hotels und Ausflugslokals, das mit seinen Nebengebäuden den Wohnplatz Rote Lache bildet.

## Geographie
Der Wohnplatz Rote Lache liegt auf der Gemarkung des Forbacher Ortsteils Bermersbach. Unmittelbar östlich verläuft entlang des Höhenzugs die Baden-Badener Gemarkungsgrenze, nördlich der Landstraße grenzt auf der Murgtäler Seite die Weisenbacher Gemarkung an.
Die Verbindungsstraße L 79 zwischen Forbach und Baden-Baden führt über zwei linke Nebentäler der Murg auf die Passhöhe, zunächst durchs Sersbachtal, bevor sie über die Bermersbacher Geländeterrasse hinweg ins Altenbachtal wechselt und anschließend lange und in zahlreichen Windungen meist an dessen Oberhang durch das Waldgebiet zwischen Ruberg und Maienplatz führt. Sie überwindet dabei 384 Höhenmeter mit einer durchschnittlichen Steigung von fünf Prozent. Die Passhöhe bietet eine Aussicht über das Murgtal. Auf der anderen Seite steigt die Straße weniger gewunden wieder ab durchs Tal des Rubachs über Schmalbach nach Gaisbach, wo der Rubach in den Oosbach einmündet, und weiter in dessen Tal nach Oberbeuern und Baden-Baden-Lichtental.
Das Gebirge ist bis kurz unter den Sattel aus Forbachgranit aufgebaut, der Bereich des Sattels besteht aus der zum Zechstein zählenden Tigersandstein-Formation. Im Süden steigt der 876,5 m hohe Ruberg mit Gesteinen des Unteren Buntsandsteins an.

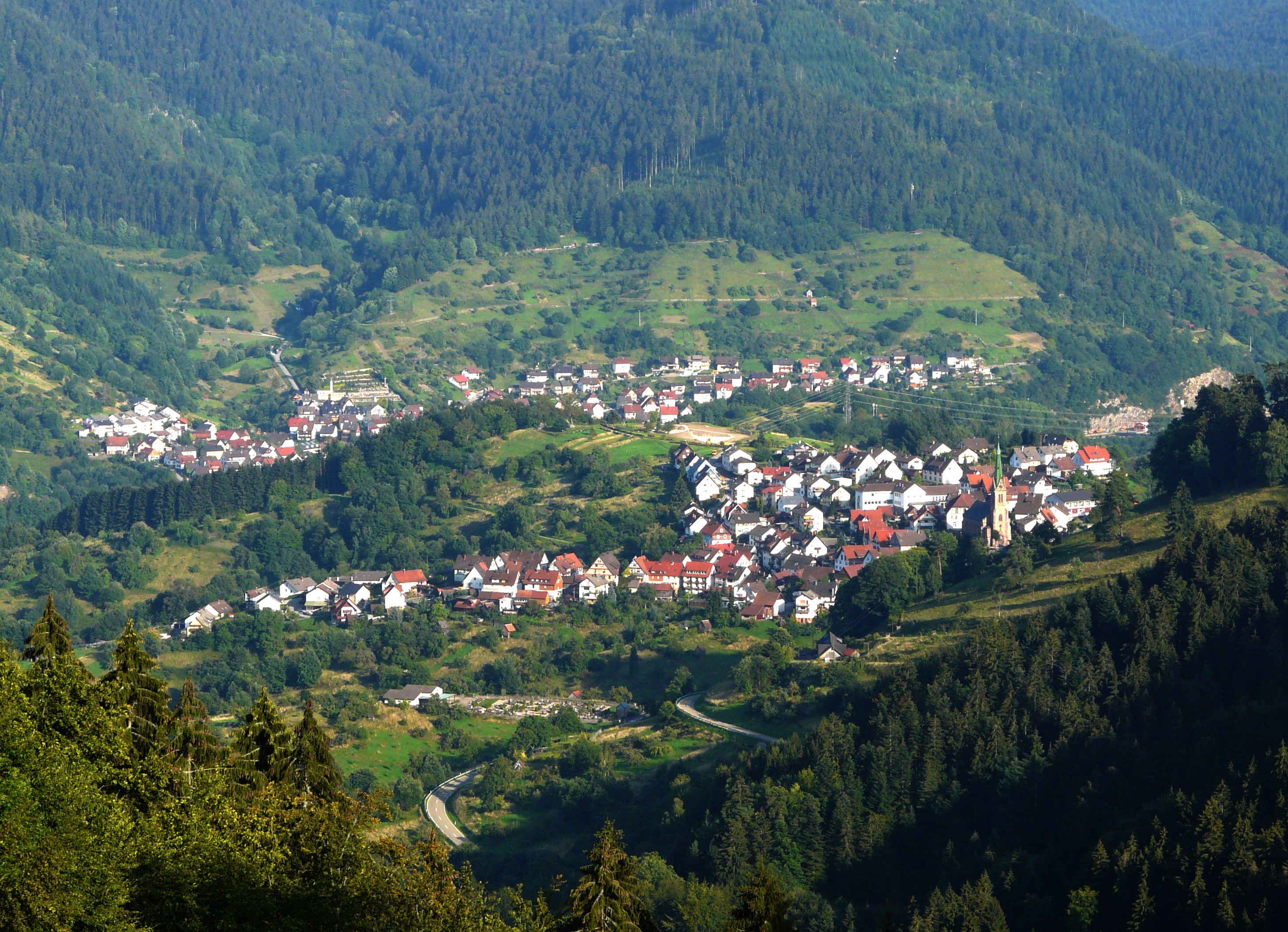
Blick von der Roten Lache auf die Forbacher Ortsteile Bermersbach (vorne) und Gausbach
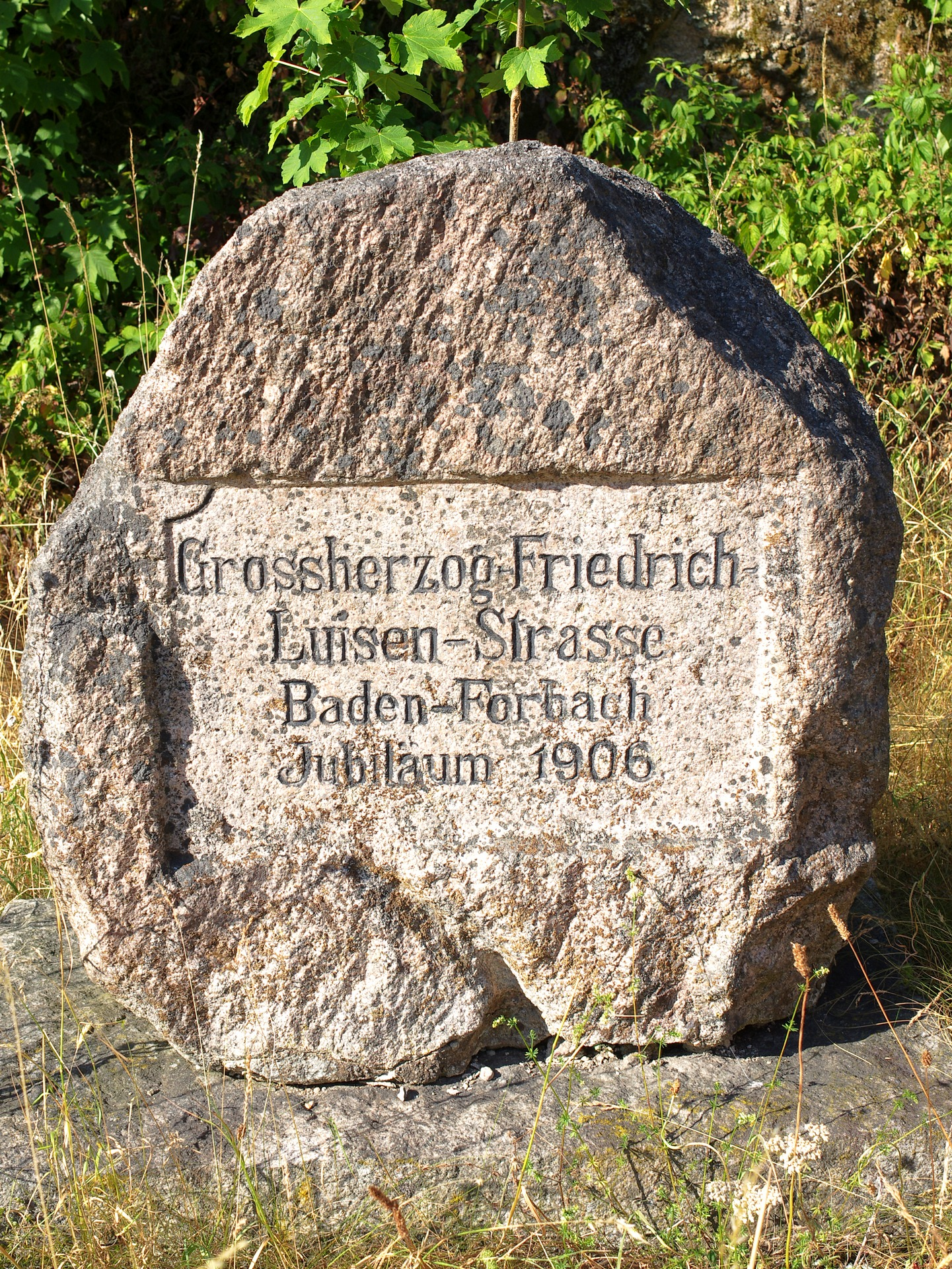
Gedenkstein am Beginn der Großherzog-Friedrich-Luisen-Straße in Oberbeuern
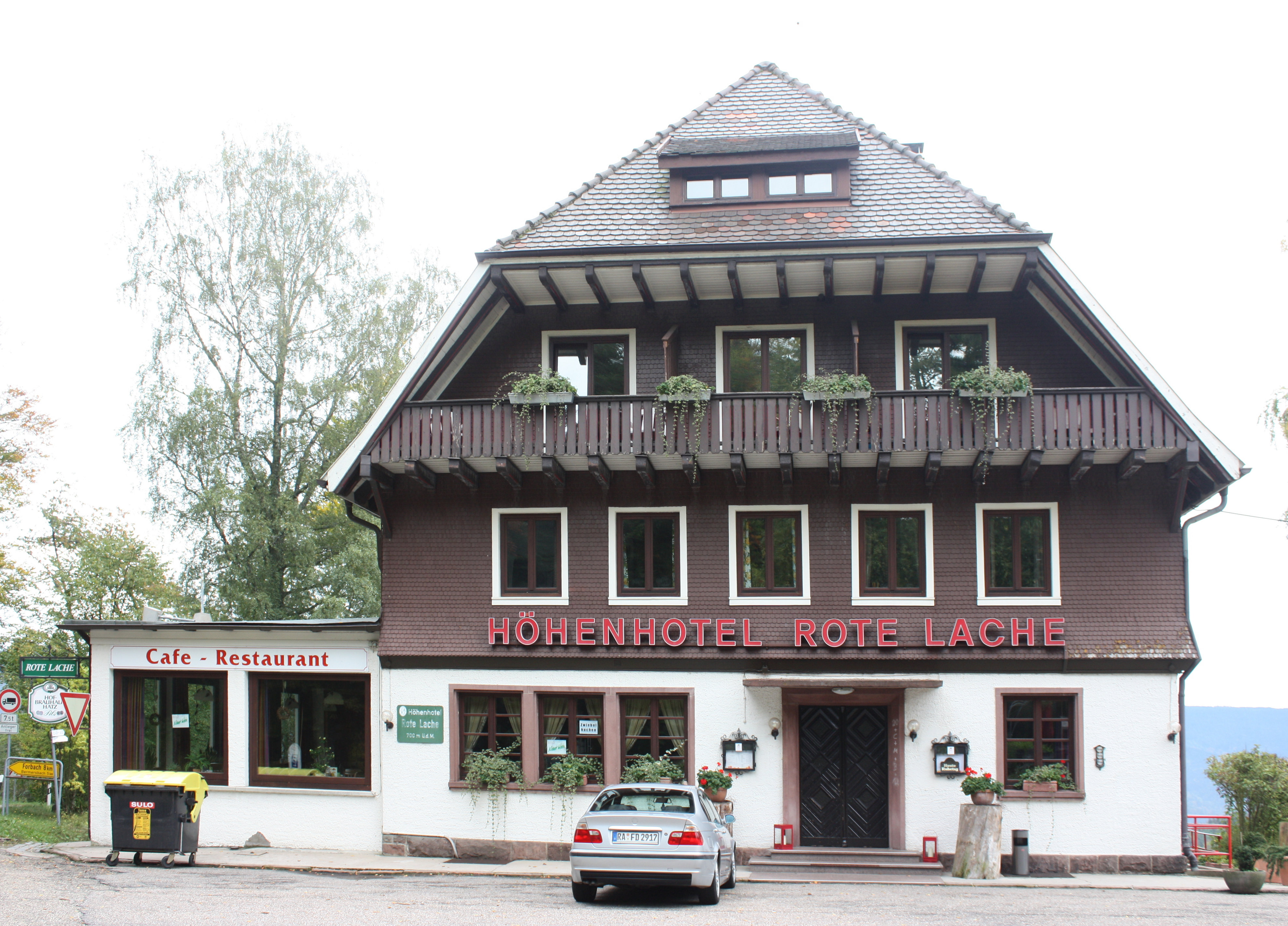
Das Höhenhotel Rote Lache (2012)

## Geschichte
Zur Zeit der Besiedlung des Murgtals durch die Ebersteiner im Spätmittelalter verlief an der Roten Lache die Herrschaftsgrenze zur Markgrafschaft Baden. Vermutlich gab es bereits damals einen Pfad zwischen Baden-Baden und Forbach. Im Laufe der Zeit wurde der Handelsweg von regionaler Bedeutung für Karren ausgebaut. Der Bau der Landstraße folgte im Jahr 1906. Anlässlich des in dem Jahr gefeierten 50-jährigen Regierungsjubiläums des Großherzogs Friedrich I. und der Goldenen Hochzeit mit Großherzogin Luise erhielt die neue Straße den Namen Großherzog-Friedrich-Luisen-Straße.
Bereits im 19. Jahrhundert gab es auf der Passhöhe eine Schutzhütte für Waldarbeiter und Marktgänger auf dem Weg zwischen Murg- und Oostal. Nach der Eröffnung der Straße ersetzte 1907 ein großes Blockhaus die letzte Schutzhütte. Die damals noch selbständige Gemeinde Bermersbach schrieb es zur Bewirtung aus und 1909 richtete der erste Pächter, der Rastatter Wirt Emil Gantner, hier ein Gasthaus ein. 1921 kaufte er das Areal mit eigener Quellwasserversorgung der Gemeinde ab und schuf erste Fremdenzimmer. Das Anwesen wurde kontinuierlich zum Höhenhotel ausgebaut. 1934/1935 wurde das bisherige Gebäude abgerissen und durch den aktuellen Bau im Schwarzwaldhausstil ersetzt. Nach zwischenzeitlicher Beschlagnahmung durch die französische Besatzungsmacht wurde das Hotel 1948 wieder eröffnet. Die ab 1956 tätige Betreiberfamilie Roll ließ ein zusätzliches Gästehaus und ein Motel errichten. Zur Förderung des Fremdenverkehrs in der Wintersaison baute die Gemeinde Bermersbach 1970 einen Skilift an der Nordostflanke des Rubergs. Er wurde nach mehreren schneearmen Wintern 1997 wieder abgebaut, der gerodete Hang ist im Winter zum Rodeln nutzbar. Von 2010 bis 2017 war das Hotel im Besitz einer russischen Investorin. Nach langjähriger Schließung und Renovierung durch die neuen Eigentümer wurde das Gasthaus im Juni 2024 wiedereröffnet.
Wegen Straßenschäden ist die Ostrampe der Passstraße vom Ortsausgang Bermersbach bis zur Passhöhe seit Mai 2025 nur bergauf befahrbar. Die Abfahrt ist nur in Richtung Baden-Baden möglich. Das Gasthaus stellte daraufhin im Juli 2025 den Betrieb erneut ein.

## Etymologie
Es gibt verschiedene Deutungen des Namens. ‚Lache‘ kann in Orts- bzw. Flurnamen für ‚flache Pfütze‘ oder für ‚Grenzmarkierung‘ und ‚Grenze‘ stehen. So könnte die hier vorhandene Herrschafts- und Gemarkungsgrenze gemeint sein oder mit Wasser gefüllte Mulden, in denen sich gerne und auffällig Tiere suhlen.
Zur Erklärung des Namenselementes ‚rot‘ wird einerseits auf die Farbe des örtlichen Gesteins oder einer möglichen Grenzmarkierung in der Farbe verwiesen, andere sehen, wie bei weiteren Ortsnamen im Murgtal, einen Rodungsnamen: ‚gerodete Lache‘.